# IAI Nesher
Israeli Aircraft Industries Nesher (heb. נשר, orao) je izraelska inačica francuskog Dassault Mirage 5 višenamjenskog lovca. Nakon povlačenja iz izraelske službe, većina Neshera je prodana Argentini gdje su s vremenom moderinizirani pritom dobivajući nove oznake, Dagger i Finger.

## Razvoj

### Pozadina
Od svog nastanka izraelsko se ratno zrakoplovstvo uglavnom opremalo francuskim borbenim avionima, no potkraj šezdesetih godina prošlog stoljeća politički odnosi Francuske i Izraela počeli su se naglo pogoršavati. Prvo je francuska vlada uvela embargo na prodaju oružja za područje Bliskog istoka tijekom Šestodnevnog rata 1967. godine. Kako su se susjedne arapske države oružjem uglavnom opskrbljivale iz Sovjetskog Saveza, embargo je najviše pogodio Izrael.

Embargo je obnovljen nakon napada izraelskih komandosa na bejrutski aerodrom u prosincu 1968. Zbog toga je francuska vlada odbila isporučiti Izraelu 50 naručenih Miragea 5 te ih je rasporedila u svoje ratno zrakoplovstvo. Bio je to najgori trenutak jer je izraelsko ratno zrakoplovstvo hitno trebalo zamjenu za više od 60 aviona koje je izgubilo tijekom Šestodnevnog rata.
Da više ne bi ovisili isključivo o uvozu borbenih aviona, izraelska je vlada odlučila pokrenuti razvoj prvog domaćeg lovačkog aviona. Zbog hitne potrebe za novim avionima odlučeno je da se neće razvijati potpuno novi avion, već da će se kao osnova iskoristiti Mirage III. Povrh toga od Dassaulta je kupljena projektna dokumentacija Miragea 5. Kako se embargo nije odnosio na izvoz pričuvnih dijelova, Dassault je pristao isporučiti i nešto dijelova koje su ugradili u prvi izraelski lovac. Neki izvori navode da je izraelska obavještajna služba Mossad uspjela doći do projektne dokumentacije Miragea III. Dokumentacija nije došla iz Dassaulta, već iz švicarske tvrtke Engineering Corporation koja je po licenciji proizvodila avion za švicarsko ratno zrakoplovstvo. Mosadovi su agenti uspjeli prekopirati 250 000 nacrta mase oko tri tone

### Ubrzani razvoj i ulazak u službu
Posao razvoja dodijeljen je tvrtki Israel Aircraft Industries (IAI), koja je osnovana još 1953. godine. Razvoj prvog izraelskog lovačkog aviona bio je njezin prvi veliki izazov. Cijeli je program započeo pod imenom Raam A (izraelsko je ratno zrakoplovstvo Mirage 5 označilo kao Raam). Istodobno je išao i projekt Raam B, ispitivanje mogućnosti zamjene originalnog francuskog motora Atar 9C američkim General Electric J79. Projekt Raam B će se s vremenom razviti u projekt Technolog koji će rezultirati razvojem lovca Kfir.

Prvi je Raam A prototip prvi put poletio 21. ožujka 1971. Razvoj je tekao neuobičajeno brzo. Zapravo je postavljen rekord koji sigurno više nikad neće biti oboren. Doduše, objašnjenje bi moglo biti i činjenica da su Mossadovi agenti uspjeli nabaviti projektnu dokumentaciju Miragea III, što je sigurno olakšalo (i ubrzalo) posao. Prvi su primjerci isporučeni izraelskom ratnom zrakoplovstvu već u svibnju iste godine. U operativnu je uporabu novi lovac uveden već u listopadu 1971.
Idućeg mjeseca ime mu je promijenjeno u Nesher. Nesher je dobio kombinaciju izraelske i strane (uglavnom američke) avionike, Martin-Baker katapultirajuća sjedala, te mogućnost uporabe širokog spektra projektila zrak-zrak. Između ostalih u naoružanju se našao i prvi izraelski projektil zrak-zrak Shafrir, proizvod tvrtke Rafael.

## Operativna uporaba

### Izrael
Vjerojatno zbog nevjerojatne brzine razvoja, ubrzo su se javili kritičari koji su ustvrdili da Nasher zaostaje u odnosu na francuski original, posebice u mogućnostima zračne borbe. Svi su oni utihnuli nakon što je 1973. izbio Jomkipurski rat u kojem se Nasher dokazao kao odličan lovac za blisku zračnu borbu. Prvu zračnu pobjedu Nasher je ostvario 8. siječnja 1973. Četiri su Nashera štitila lovce-bombardere F-4 Phantom II tijekom njihova prodora u sirijski zračni prostor kako bi napali terorističke baze. Presreli su ih sirijski MiG-ovi 21. Oboreno je šest MiG-ova, od čega su dva oborili Nasheri.

Tijekom Yom-Kippurskog rata Nasheri su oborili 59 egipatskih, sirijskih i libanonskih aviona, uz gubitak četiri aviona. Zanimljivo je da prvo obaranje nije bio avion, već krstareći projektil Raduga KSR-2 (AS-5 Kelt) koji je egipatski bombarder Tu-16 lansirao na Tel Aviv prvog dana rata.
Za potrebe izraelskog ratnog zrakoplovstva proizvedeno je 51 Nasher S (jednosjed) i 10 Neshera T (dvosjeda), a serijska je proizvodnja zaustavljena 1974. Iako je bio u punoj operativnoj uporabi tek od 1972., povlačenje Nashera iz borbenih postrojbi započelo je već 1978. i okončano je 1981. Iako ga je u izraelskom ratnom zrakoplovstvu zamijenio Kfir, to nije bio kraj borbenih djelovanja Nashera.

### Argentina
Za Nashera se 1978. zainteresiralo argentinsko ratno zrakoplovstvo. Argentinci su zahtijevali neke manje izmjene, uglavnom na avionici, te je avion preimenovan u Dagger. Isporuke su započele 1979., a argentinsko je ratno zrakoplovstvo dobilo 35 jednosjeda Dagger A i četiri dvosjeda Dagger B.

Daggeri su intenzivno rabljeni tijekom rata za Falklandsko otočje 1982. Djelovali su iz zrakoplovne baze Rio Grande i aerodroma Puerto San Julian. Kako nisu imali mogućnost dopune gorivom u letu, najveći je problem bio mali borbeni polumjer djelovanja. Zbog toga se piloti Daggera nisu mogli upuštati u zračne borbe s britanskim palubnim lovcima Sea Harrier, već samo direktno letjeti do cilja i natrag u bazu. Krajnji rezultat je bio gubitak 11 Daggera, od čega su devet srušili Sea Harrieri pomoću vođenih projektila zrak-zrak AIM-9 Sidewinder. Usprkos tomu Daggeri su u 45 dana borbenog djelovanja izveli čak 153 borbena djelovanja protiv ciljeva na moru i kopnu. Pritom su oštetili britanske ratne brodove HMS Antrim (D18), HMS Brilliant (F90), HMS Broadsword (F88), HMS Ardent (F184), HMS Arrow (F173) i HMS Plymouth (F126).
Još 1979. argentinsko je ratno zrakoplovstvo potpisalo ugovor s tvrtkom IAI o modernizaciji Daggera avionikom s lovca Kfir. Cilj je bio dovesti ih na standard inačice Kfir C2. Između ostalog ugrađen je radarski daljinomjer Elta EL-2001 i HUD. Program modernizacije zaustavljen je tijekom Falklandskog rata. Nakon okončanja rata program je promijenjen kako bi se izbjegla uporaba britanskih komponenti, koje su zamijenjene izraelskim ili francuskim. Tako je nastao lovac Finger. U konačnu inačicu Finger IIIB ugrađen je avionika francuske tvrtke Thomson-CSF. Argentinsko ratno zrakoplovstvo u operativnoj uporabi ima 10 Fingera i tri Daggera.

## Tehničke karakteristike
Izvori podataka: hrvatski-vojnik.hr pristupljeno 3.7.2009.
Osnovne karakteristike
- posada: 1
- dužina: 14,75 m
- raspon krila: 8,22 m
- površina krila: 34,8 m2
- visina: 4,25 m

Letne karakteristike
- najveća brzina: 2350 km/h
- dolet: ~1300 km
- motor: 1 x SNECMA Atar 9C

Naoružanje
- naoružanje: 2 x 30 mm topa[1]
4000 kg naoružanja[1]